# Seventeen or Bust

Seventeen or Bust (Dix-sept ou arrêt) est un projet de calcul distribué, pour résoudre le problème de Sierpiński.
Le but de ce projet est de démontrer que 78 557 est le plus petit nombre de Sierpiński. Pour ce faire, tous les nombres impairs inférieurs à 78 557 doivent être éliminés de la liste des nombres de Sierpinski possibles. Si on arrive à trouver un nombre n tel que {\displaystyle k2^{n}+1\,\!} soit premier, alors on a prouvé que k n'est pas un nombre de Sierpiński. Avant que le projet ne commence, seuls dix-sept nombres inférieurs à 78 557 n'avaient pas été éliminés.
Si le but est atteint, la conjecture du problème de Sierpiński sera démontrée. Pour le moment[Quand ?], des nombres premiers ont été trouvés dans douze suites, en laissant cinq à tester.
Il existe aussi la possibilité que certaines des suites restantes ne contiennent aucun nombre premier ; si cette possibilité n'était pas présente, le problème ne serait pas intéressant. S'il existe une telle suite, le projet tournerait pour l'éternité, cherchant des nombres premiers où aucun ne peuvent être trouvés. Toutefois, puisqu'aucun mathématicien essayant de démontrer que les suites restantes contenant seulement des nombres composés n'a jamais réussi, la conjecture est généralement considérée comme plausible.
Le projet a divisé les nombres parmi ses utilisateurs actifs, avec l'espoir de trouver un nombre premier dans les suites restantes. Les nombres premiers trouvés par le projet sont :
| k      | n            | {\displaystyle k2^{n}+1\,\!} | Nbre de chiffres | Date             | Trouvé par          |
| ------ | ------------ | ---------------------------- | ---------------- | ---------------- | ------------------- |
| 4 847  | 3 321 063    | 4847×23321063+1              | 999 744          | 15 octobre 2005  | Richard Hassler     |
| 5 359  | 5 054 502    | 5359×25054502+1              | 1 521 561        | 6 décembre 2003  | Randy Sundquist     |
| 10 223 | 31 172 165   | 10223×231172165+1            | 9 383 761        | 31 octobre 2016  | Péter Szabolcs      |
| 19 249 | 13 018 586   | 19249×213018586+1            | 3 918 990        | 5 mai 2007       | Konstantin Agafonov |
| 21 181 | > 31 626 428 | statut inconnu               | statut inconnu   | statut inconnu   | statut inconnu      |
| 22 699 | > 31 625 902 | statut inconnu               | statut inconnu   | statut inconnu   | statut inconnu      |
| 24 737 | > 31 626 727 | statut inconnu               | statut inconnu   | statut inconnu   | statut inconnu      |
| 27 653 | 9 167 433    | 27653×29167433+1             | 2 759 677        | 8 juin 2005      | Derek Gordon        |
| 28 433 | 7 830 457    | 28433×27830457+1             | 2 357 207        | 30 décembre 2004 | Anonyme             |
| 33 661 | 7 031 232    | 33661×27031232+1             | 2 116 617        | 17 octobre 2007  | Sturle Sunde        |
| 44 131 | 995 972      | 44131×2995972+1              | 299 823          | 6 décembre 2002  | deviced (pseudo)    |
| 46 157 | 698 207      | 46157×2698207+1              | 210 186          | 27 novembre 2002 | Stephen Gibson      |
| 54 767 | 1 337 287    | 54767×21337287+1             | 402 569          | 22 décembre 2002 | Peter Coels         |
| 55 459 | > 31 626 694 | statut inconnu               | statut inconnu   | statut inconnu   | statut inconnu      |
| 65 567 | 1 013 803    | 65567×21013803+1             | 305 190          | 3 décembre 2002  | James Burt          |
| 67 607 | > 31 625 811 | statut inconnu               | statut inconnu   | statut inconnu   | statut inconnu      |
| 69 109 | 1 157 446    | 69109×21157446+1             | 348 431          | 7 décembre 2002  | Sean DiMichele      |

Seventeen or Bust utilise des procédures de multiplications de grands nombres les plus rapides connues, mises au point par George Woltman pour le GIMPS. En 2016, le projet Seventeen or Bust a cessé et a été inclus dans le projet PrimeGrid sur la plateforme BOINC. Le nombre premier de 9 383 761 chiffres qui a résolu le cas k=10 223 a été trouvé dans ce cadre.